# Darnó
Darnó község Szabolcs-Szatmár-Bereg vármegyében, a Fehérgyarmati járásban.

## Fekvése
A vármegye keleti részén, a Szatmári-síkságon fekszik. Szomszédai: északkelet felől Vámosoroszi, kelet felől Kisnamény, dél felől Jánkmajtis, nyugat felől pedig Kisszekeres.
A környező települések közül Kisnamény 5, Csaholc 10, Jánkmajtis 6, Szamosújlak 10,5, Gyügye pedig 17 kilométer távolságra található; a járás székhelye, Fehérgyarmat 17,5 kilométerre fekszik.

### Megközelítése
A község központján végighalad, nagyjából nyugat-keleti irányban a Jánkmajtistól Gacsályig vezető 4141-es út, közúton csak ezen érhető el, a két végponti település, illetve Kisnamény felől is.
Az ország távolabbi részei felől a leginkább célszerű megközelítési útvonal: Fehérgyarmatig a 491-es főúton, onnan Majtisig a 4127-es, onnan tovább pedig a 4141-es úton.
Vasútvonal nem érinti, a legközelebbi vasúti csatlakozási pont a Nyíregyháza–Mátészalka–Zajta-vasútvonal Jánkmajtis megállóhelye, mely légvonalban alig másfél kilométerre van a község központjáról (bár a közúti elérési útvonala jóval hosszabb).

## Története
A települést egykor szászok lakták, és Szaksza Darnó-nak nevezték.
Darnó nevét a Hunyadiak korában már a mai alakjában írták, és a rozsályi uradalomhoz tartozott, de a Drághfiaknak is és a Majtissiaknak is volt itt részbirtoka a 14., 15. században.
1453-ban Ujhelyi Péter is birtokosai közé tartozott.
1476-ban a Rosályi Kúnok megosztoztak a mellette fekvő "Sopsatelke" pusztán.
1490-ben egészen a Rosályi Kúnoké lett a település.
1524-ben Bélteki Drágfi János kapta meg az egész helységet, királyi adományként.
1539-ben Messer András és Salgay Bálint szerez benne részbirtokot.
Az 1600-as években a Kölcseyeké. 1666-ban a vármegye itt tartotta gyűlését.
A 18. században a Kölcsey, Péchy, Isaák, Szabó, Bartus családok az urai.
1810-ben földbirtokosai: Kisdobronyi Isaák Gáspár, a Pongrácz, Morvay, Czáró, Fogarasi, Osváth, és Székely családok

## Közélete

### Polgármesterei
- 1990–1994: Ifj. Szűcs Imre (független)[3][4]
- 1994–1998: Szakács József (független)[5][6]
- 1998–2002: Szakács József (független)[7][8]
- 2002–2006: Szakács József (független)[9][10]
- 2006–2010: Szakács József (független)[11]
- 2010–2014: Szakács József (független)[12]
- 2014–2019: Bíró Miklós (független)[13][14]
- 2019–2022: Bíró Miklós (Fidesz–KDNP)[15]
- 2022–2024: Bíró Miklós (független)[16]
- 2024– : Bíró Miklós (független)[1]

A településen 2022. június 26-án időközi polgármester-választást kellett tartani, mert a korábbi polgármester 2021. április 15-én lemondott posztjáról. Lemondása ellenére elindult az időközi választáson (immár független jelöltként), és 90%-ot megközelítő eredménnyel vissza is nyerte a mandátumát.

## Népesség
A település népességének változása:
| Lakosok száma | 169  | 168  | 172  | 139  | 138  | 141  | 135  |
|               | 2013 | 2014 | 2015 | 2021 | 2022 | 2023 | 2024 |

2001-ben a település lakosságának 88%-a magyar, 12%-a cigány nemzetiségűnek vallotta magát.
A 2011-es népszámlálás során a lakosok 95,9%-a magyarnak, 32,4% cigánynak, 1,4% ukránnak mondta magát (4,1% nem nyilatkozott; a kettős identitások miatt a végösszeg nagyobb lehet 100%-nál). A vallási megoszlás a következő volt: római katolikus 11,5%, református 66,9%, görögkatolikus 2,7%, felekezeten kívüli 9,5% (8,1% nem válaszolt).
2022-ben a lakosság 89,9%-a vallotta magát magyarnak, 29,7% cigánynak, 0,7% egyéb, nem hazai nemzetiségűnek (10,1% nem nyilatkozott; a kettős identitások miatt a végösszeg nagyobb lehet 100%-nál). Vallásuk szerint 3,6% volt római katolikus, 65,2% református, 3,6% görög katolikus, 2,2% egyéb keresztény, 6,5% felekezeten kívüli (18,1% nem válaszolt).

## Nevezetességei
- Református templom - 1824-ben épült, az előző fa templom helyére.